# William Stewart (Leichtathlet)
William Allen Stewart (* 22. Oktober 1889 in Launceston; † 29. April 1958 in Monegeetta, Victoria) war ein australischer Sprinter.

## Karriere
William Stewart studierte 1908 Medizin am Royal London Hospital. Da er nicht für die britische Mannschaft nominiert wurde, trat er bei den Olympischen Sommerspielen 1912 für Australasien, eine kombinierte Delegation von Australien und Neuseeland, an. Sowohl im 100- als auch im 200-Meter-Lauf schied er im Halbfinale aus. Im August 1914 gab er seine Arbeit im Krankenhaus auf und trat dem 14. Bataillon des Londoner Regiments bei. 1917 kehrte er aus dem Ersten Weltkrieg zurück und begann eine medizinische Karriere in Australien. Bevor er starb, vermachte er seinen Nachlass der Universität Melbourne, um von seinem Vermögen Stipendien zu vergeben.